# Problema do quadrado inscrito

Nesta ilustração, a curva preta tracejada passa por todos os vértices de alguns quadrados azuis.

O problema do quadrado inscrito, também conhecido por conjectura de Toeplitz, é uma questão em aberto em geometria: Qualquer curva plana simples fechada contém os quatro vértices de um quadrado?  Sabe-se que a resposta é afirmativa se a curva é convexa ou de trechos suaves, e em outros casos especiais. O problema foi proposto por Otto Toeplitz em 1911. Alguns resultados positivos foram obtidos por Arnold Emch  e Lev Schnirelmann. Mas, ao menos até 2020, o caso geral continuava em aberto.

## Considerações
Seja C uma curva de Jordan. Um polígono P é inscrito em C  se todos os vértices de P pertencem à C. O problema do quadrado inscrito pergunta:
Qualquer curva de Jordan admite um quadrado inscrito?
Algumas figuras, como círculos e quadrados, admitem infinitos quadrados inscritos. Se C for um triângulo obtuso então ele admite exatamente um quadrado inscrito.